# 文殊蘭
文殊蘭 （學名：Crinum asiaticum），別稱文珠蘭、文蘭樹、朱蘭葉、羅裙帶、水笑草、裙帶草、郁蕉、郁金葉、海帶七、腰帶七、秦瓊劍、牛黃傘、千層喜、扁擔葉、裹腳葉、裹腳蓮、海蕉、水蕉、允水蕉、濱木棉、十八學士及翠堤花等，為石蒜科文殊蘭屬植物。文殊蘭的名稱可能使人誤會此品種為一種蘭科植物，但實際上此品種為石蒜科多年生草本植物。其种加词“asiaticum”意为“亚洲的”。
此品種亦是典型的海漂植物。花期6－8月。

## 原產地
文殊蘭原產於印尼、蘇門答臘。中國大陸南方、琉球、日本及台灣海邊沙地。

## 分佈
文殊蘭常長於海邊地區、河旁沙地及山澗林下陰濕地，現常栽培作花園觀賞植物，分佈於中國境內的廣東、廣西、福建、海南島、四川以及中華民國台灣等地。亦為香港原生物種之一。於印度、琉球群島及日本亦有分佈。

## 生長
文殊蘭喜生長於溫暖濕潤的氣候，光線充足的環境但害怕夏季的烈日暴晒，肥沃疏鬆富含腐殖質排水良好的砂質土壤中，耐鹽碱土壤。常採用分株法及播種方式繁殖。

## 形態特徵

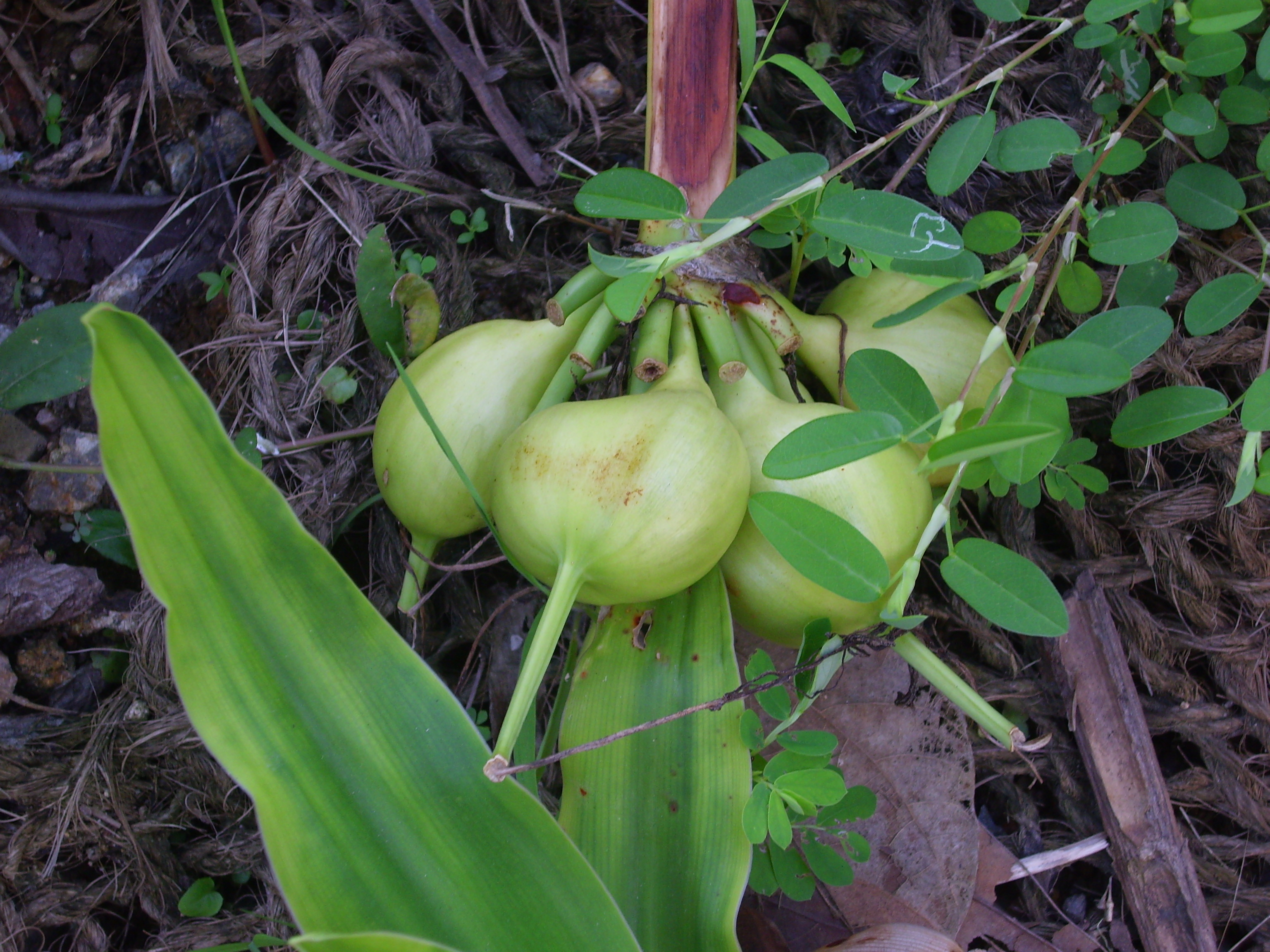
文殊蘭的果實

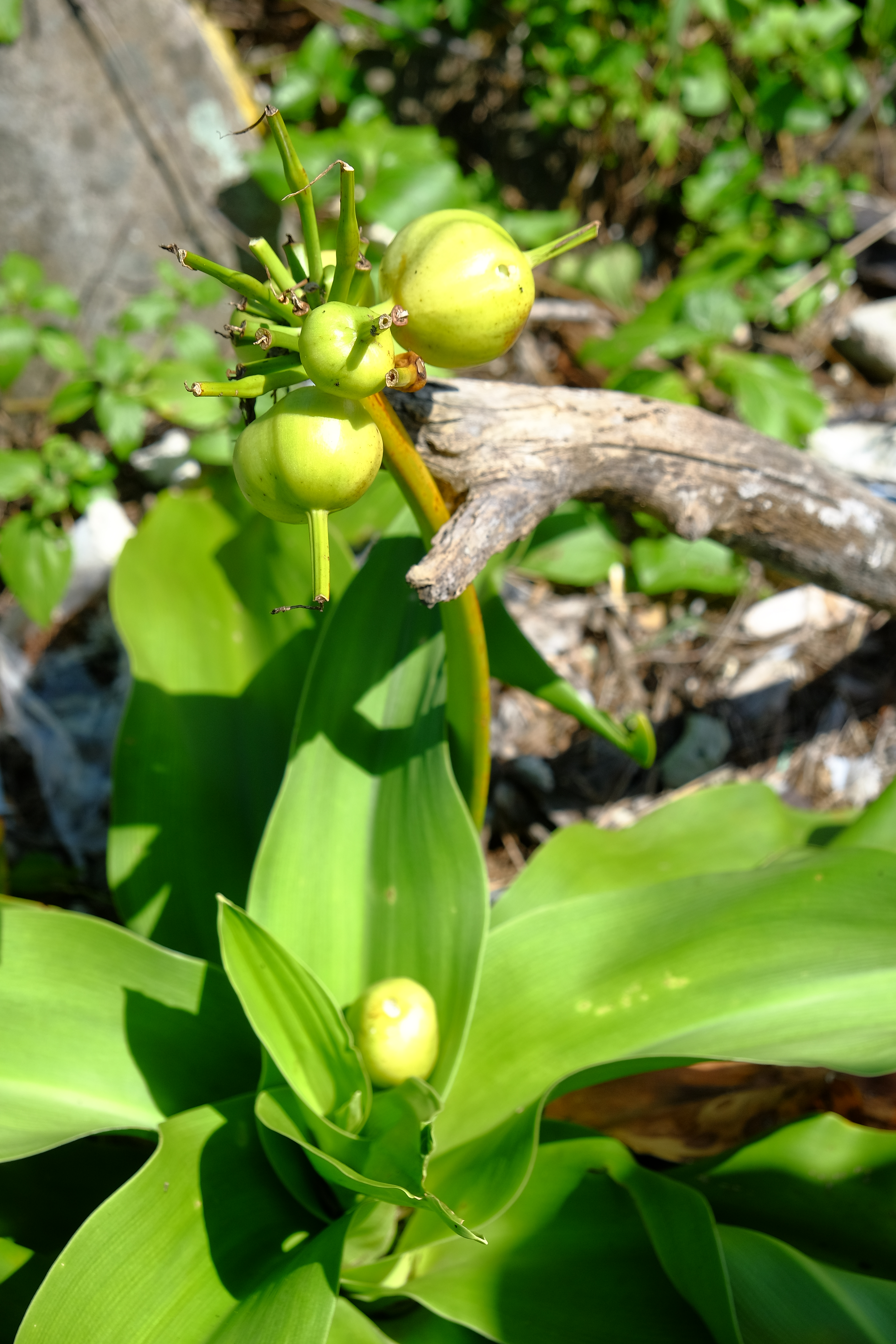
文殊蘭的果實

文殊蘭是一種多年生草本植物，高可達1米。地下莖為葉基所形成的假鱗莖呈球狀，鱗莖上部呈圓柱形，基部側生分枝，直徑約6－15厘米。葉帶狀披針形，邊緣波狀，頂端漸尖，具1急尖的尖頭，暗綠色，可長達1米，寬約7－12厘米或更寬；葉片20－30枚，多列，寬大。花為傘形花序開於花莖頂端，有花10－24枚，多瓣，芳香；花莖直立幾乎與葉等長，實心；佛焰苞狀總苞片呈披針形，膜質，長約6－10厘米；小苞片呈狹線形，長約3－7厘米；花披管伸直纖細，綠白色，長約7－10厘米，直徑約1.5－2毫米，花披裂片6裂，形狀似蜘蛛，白色，呈線形，反捲，向頂端漸狹，長約4.5－9厘米，寬約6－9毫米；花梗長約0.5－2.5厘米；花絲長約4－5厘米，雄蕊6枚淡紅色，花藥黃色呈線形，頂端漸尖，長約1.5厘米或更長；子房3室呈紡錘形，長度不及2厘米。果為扁球形蒴果 ，綠色，直徑約3－5厘米，通常內含種子1枚。種子大型，外種皮海棉質。

## 藥性及其毒性
文殊蘭全株有毒，當中以鱗莖毒性最強。全株均含石蒜鹼（Lycorine）、多花水仙鹼（Tazettine）等多種生物鹼。誤服可引致嘔吐，腹痛，先便秘後劇烈下瀉，呼吸不整，脈搏加快，體溫上升等；大量誤服可引致神經系統麻痺而死亡。
據《全國中草藥匯編》記載文殊蘭性味辛、涼、有小毒。有消腫止痛、降火氣、行血散瘀之效，對火氣大、跌倒損傷、癰癤腫毒、咽喉炎、牙痛、頭疼及蛇咬傷等有治療之用。新鮮的葉和鱗莖，搗碎後敷上患處，對治療軟組織受損、閉合式骨折、關節炎、挫傷或叮咬之紅腫有幫助。台灣原住民排灣族及阿美族，則以文殊蘭治療刀傷、消腫止痛及蛇咬。

## 用途
文殊蘭的花葉有較高的觀賞價值，可作為園林景區或庭院裝飾之用，種植於海岸地區，有助防風定沙。
台灣原住民達悟族，從文殊蘭的假莖中撕下一片片的薄片綁於繩子上，形成長串再撕成細長條，再於底部綁上重物垂入水中，作為吸引魚類入網之用。達悟族亦利用文殊蘭的葉片，包住燒石灰的陶鍋以減低陶鍋溫度下降的速度，使燒出來的石灰能夠和檳榔一起嚼食。排灣族、平埔族、卑南族及綠島的居民，以文殊蘭作為地界指標植物。
南傳佛教視文殊蘭為五樹六花之一，意指為佛經中規定寺廟裡必須種植的五種樹六種花之一。文殊蘭亦作為宗教活動中赕佛的鲜花。

## 市花或町花
以下的日本城市町村使用文殊蘭作為市花或町花。
- 神奈川縣　横須賀市、三浦市、真鶴町
- 静岡縣　沼津市
- 三重縣　紀伊長島町
- 和歌山縣　新宮市、太地町、周參見町
- 山口縣　下關市
- 徳島縣　牟岐町
- 高知縣　室戶市、大月町
- 福岡縣　蘆屋町、志摩町
- 熊本縣　苓北町

## 相似品種
- 蜘蛛蘭 (石蒜科)

## 外部連結
- Crinum asiaticum[]Nature Serve
- Crinum asiaticum[永久]中國數字植物標本館植物圖片庫
- 文殊蘭, Wenshulan （页面存档备份，存于） 藥用植物圖像數據庫 (香港浸會大學中醫藥學院) （繁體中文）（英文）
- 文殊蘭-物種基本資料 （页面存档备份，存于） 特有生物研究保育中心-台灣野生植物資料庫